# غوران سفيتكوفيتش
غوران سفيتكوفيتش هو لاعب كرة قدم صربي في مركز الوسط، ولد في 9 ديسمبر 1982 في بريزرن في كوسوفو. لعب مع نادي زيمون.

## وصلات خارجية
- غوران سفيتكوفيتش على موقع قاعدة بيانات كرة القدم.إي يو (الإنجليزية)
- غوران سفيتكوفيتش على موقع Soccerway.com (الإنجليزية)
- غوران سفيتكوفيتش على موقع عالم كرة القدم.نت (الإنجليزية)